# Система романизации Института языка в образовании
Систе́ма романиза́ции Институ́та языка́ в образова́нии (кит. 教育學院拼音方案) или пиньи́нь для станда́ртного канто́нского (англ. Standard Cantonese Pinyin, сокр. SCP) — система романизации кантонского языка, принятая в гонконгской системе образования. Была разработана комитетом специалистов гонконгского Института языка в образовании (ныне входит в Гонконгский институт образования) на основе системы Ю Пинчиу (кит. 余秉昭), опубликованной в 1971 году. В 1990 году был издан «Список кантонских произношений распространённых иероглифов» (кит. 常用字廣州話讀音表), в котором использовалась новая система романизации. (По-китайски система иногда называется 《常用字廣州話讀音表》拼音方案, то есть в честь самого «Списка».)
Система романизации ИЯО официально принята Управлением образования Гонконга (кит. 教育局) и Департаментом экзаменов и оценок (кит. 常用字廣州話讀音表局).
В отличие от большинства других систем романизации восточноазиатских языков, в романизации ИЯО, как и в ютпхине, буква j обозначает звук «й».

## Описание системы

### Запись инициалей
Запись инициалей (начальных согласных) слогов кантонского языка в системе романизации Института языка в образовании описывается следующей таблицей. В каждой клетке, на первой строке — фонетическая транскрипция по системе Международного фонетического алфавита, на второй — романизация ИЯО, на третьей — русская транскрипция.
| [p] b п        | [pʰ] p пх         | [m] m м           | [f] f ф     |
| [t] d т        | [tʰ] t тх         | [n] n н           | [l] l л     |
| [k] g к        | [kʰ] k кх         | [ŋ] ng нг         | [h] h х     |
| [ʦ] / [ʧ] dz ч | [ʦʰ] / [ʧʰ] ts чх | [s] / [ʃ] s с     |             |
| [kʷ] gw ку     | [kʷʰ] kw кху      | [j] j йотирование | [w] w в / — |

1. ↑  Слог «ng» (без гласной) считается слогом с пустой инициалью и пустой гласной, и транслитерируется как «ын».
2. ↑  «ja» передаётся как «я»; «jaa»- — «я:» (слог «jaa» без конечного звука — «я»); «je» — «е»; «joe» и «jo» — «ё»; «ji» — «и»; «ju» и «jy» — «ю».
3. ↑  Как и в системе Палладия, буква «в» не пишется перед «у», то есть «wu» в ютпхине передаётся как «у» в кириллице.

### Запись финалей
Финаль кантонского слога может иметь два компонента: основную гласную и конечный звук. В отличие от стандартного китайского, в кантонском нет медиалей. Наличие гласной не обязательно; существуют слоги из одного конечного слогового носового согласного.
Запись финалей слогов, существующих в стандартном кантонском языке, в системе Института языка в образовании описывается следующей таблицей. В каждой клетке на первой строке — фонетическая транскрипция по системе Международного фонетического алфавита, на второй — романизация ИЯО, на третьей — русская транскрипция.
| [aː] a или aa а | [aːi] aai а:й | [aːu] aau а:у | [aːm] aam а:м | [aːn] aan а:нь | [aːŋ] aang а:н | [aːp] aap а:п | [aːt] aat а:т | [aːk] aak а:к |
|                 | [ɐi] ai аи    | [ɐu] au ау    | [ɐm] am ам    | [ɐn] an ань    | [ɐŋ] ang ан    | [ɐp] ap ап    | [ɐt] at ат    | [ɐk] ak ак    |
| [ɛː] e э        | [ei] ei эй    |               |               |                | [ɛːŋ] eng эн   |               |               | [ɛːk] ek эк   |
| [iː] i и        |               | [iːu] iu иу   | [iːm] im им   | [iːn] in инь   | [ɪŋ] ing ин    | [iːp] ip ип   | [iːt] it ит   | [ɪk] ik ик    |
| [ɔː] o о        | [ɔːi] oi ой   | [ou] ou оу    |               | [ɔːn] on онь   | [ɔːŋ] ong он   |               | [ɔːt] ot от   | [ɔːk] ok ок   |
| [uː] u у        | [uːi] ui уй   |               |               | [uːn] un унь   | [ʊŋ] ung ун    |               | [uːt] ut ут   | [ʊk] uk ук    |
| [œː] oe ё       | [ɵy] oey ёй   |               |               | [ɵn] oen ёнь   | [œːŋ] oeng ён  |               | [ɵt] oet ёт   | [œːk] oek ёк  |
| [yː] y ю        |               |               |               | [yːn] yn юнь   |                |               | [yːt] yt ют   |               |
|                 |               |               | [m̩] m м       |                | [ŋ̩] ng ын      |               |               |               |

1. ↑  Финаль [aː] передаётся как «a» в старых редакциях романизации ИЯО, и как «aa» в новых.

### Запись тонов
В кантонском языке существует девять тонов — шесть обыкновенных и три входящих; входящие используются только в слогах со взрывным конечным согласным (-p, -t, -k). В романизации ИЯО тоны записываются цифрой после слога. Обыкновенные тоны записываются цифрами 1—6; входящие либо цифрами 7,8,9, либо 1,3,6. Пример Gaau3juk9 hok9jyn2 (или Gaau3juk9 hok9jyn2) = Gaau3juk6 hok6jyn2 (или Gaau3juk6 hok6jyn2).
| Обозначение тона в романизации ИЯО | Описание                              | Контур тона |
| ---------------------------------- | ------------------------------------- | ----------- |
| 1                                  | Высокий ровный или высокий нисходящий | 55 или 53   |
| 7 или 1                            | Входящий высокий                      | 5           |
| 2                                  | Средний восходящий                    | 35          |
| 3                                  | Средний ровный                        | 33          |
| 8 или 3                            | Входящий средний                      | 3           |
| 4                                  | Низкий нисходящий                     | 21          |
| 5                                  | Низкий восходящий                     | 13          |
| 6                                  | Низкий ровный                         | 22          |
| 9 или 6                            | Входящий низкий                       | 2           |

### Отличия отютпхина
- Инициали [ʦ] / [ʧ]: «dz» в системе ИЯО, «z» в ютпхине.
- Инициали [ʦʰ] / [ʧʰ]: «ts» в системе ИЯО, «c» в ютпхине.
- Финаль [aː] (без конечного звука) в системе ИЯО передаётся по-разному в разных справочниках: в одних «aa», в других «а». В ютпхине она всегда передаётся как «aa».
- Гласные [œː] и [ɵ] в системе ИЯО передаются как «oe». В ютпхине [œː] передаётся как «oe», а [ɵ] как «eo».
- Финаль [ɵy]: «oey» в романизации ИЯО, «eoi» в ютпхине.
- Гласная [yː]: «y» в романизации ИЯО, «yu» в ютпхине.
- В романизации ИЯО входящие тоны обозначаются либо цифрами 7,8,9, либо 1,3,6. В ютпхине — только 1,3,6.